# Fantôme d'amour
Pour plus de détails, voir Fiche technique et Distribution.
Fantôme d'amour (Fantasma d’amore) est un drame fantastique italo-franco-allemand co-écrit et réalisé par Dino Risi, sorti en 1981.

## Synopsis
A Pavie, le bourgeois quinquagénaire Giovannino Monti, dit "Nino" (Marcello Mastroianni), monté dans un bus après une promenade en ville, paye son billet à une femme débraillée qui manque de monnaie. Le soir même, celle-ci lui téléphone pour lui offrir de le rembourser, l'informant au passage qu'elle est en fait Anna Brigatti (Romy Schneider), son ancienne petite amie, depuis considérablement enlaidie par la maladie. Un ami médecin, à qui il raconte cette rencontre, lui affirme que cette femme est en fait morte depuis trois ans. En visite dans la ville où celle-ci avait élu domicile, Nino se présente chez elle et la découvre subjugué presque identique à son souvenir, loin de la laideur de l'autre femme. Entre eux la passion semble se raviver et Anna offre à Nino de le revoir très prochainement. Toute à la joie de la perspective de ce futur rendez-vous, Nino se heurte pourtant à divers questionnements. Non seulement, on découvre un horrible crime commis à l'emplacement de leurs premières retrouvailles mais une série d'autres bizarres événements enfonce Nino dans un univers chargé de doutes et de morbidité. Anna serait-elle en fait un fantôme bicéphale ? Nino perdrait-il la raison ? La passion amoureuse sera-t-elle plus forte que la mort ?

## Fiche technique
Sauf indication contraire, les informations mentionnées dans cette section peuvent être confirmées par la base de données cinématographiques Unifrance,  présente dans la section « Liens externes ».
- Titre original : Fantasma d’amore
- Titre francophone : Fantôme d’amour[1]
- Réalisation : Dino Risi
- Scénario : Dino Risi, Bernardino Zapponi, adapté du roman Fantasma d’amore de Mino Milani (it)
- Photographie : Tonino Delli Colli
- Montage : Alberto Gallitti
- Musique : Riz Ortolani
- Producteur : Pio Angeletti (it), Jacques Pezet, Richard Pezet, Adriano de Micheli, Luggi Waldleitner
- Sociétés de production : Cam Production, Dean Film, Pathé Production, Roxy Film GmbH, Bayerischer Rundfunk
- Pays de production :  Italie,  France,  Allemagne de l'Ouest
- Langue : italien
- Format : couleur - Technicolor - 35 mm
- Genre : drame
- Durée : 96 minutes
- Date de sortie : 
  - Italie : 3 avril 1981 (sortie nationale)
  - France : 29 avril 1981[1] (sortie nationale), 23 août 2023 (version remasterisée)

## Distribution
- Romy Schneider : Anna Brigatti
- Marcello Mastroianni : Giovannino Monti dit "Nino"
- Eva Maria Meineke : Teresa Monti
- Wolfgang Preiss : Zighi
- Michael Kroecher : Don Gaspare
- Paolo Baroni : Ressi
- Victoria Zinny : Loredana
- Giampiero Becherelli : Arnaldi

## Bande originale
Le thème principal de la musique du film est interprété à la clarinette par Benny Goodman (publié par Philips 45 tours 6010 351).